# Laponsko
Laponsko (sámsky Sápmi, švédsky Lappland, norsky Sameland, finsky Lappi, rusky Лапландия a nově zřídka česky i Sámsko) je kulturní region tradičně obývaný Sámy (označení „Laponci“ je v některých zemích považováno za hanlivé, za pejorativní ho považují i samotní Sámové) Laponsko se nachází v severní Evropě a zahrnuje severní části Fennoskandinávie. Oblast se rozkládá na území čtyř států: Norska, Švédska, Finska a Ruska. Na severu je ohraničeno Barentsovým mořem, na západě Norským mořem a na východě Bílým mořem.
Rusi a Norové jsou nejpočetnějšími skupinami v regionu; Sámové tvoří pouze malou menšinu, kolem 5 % populace v Laponsku. Žádná politická organizace nepodporuje odloučení, i když několik skupin požaduje větší územní autonomii nebo i více sebeurčení pro původní obyvatelstvo regionu.

## Etymologie
Laponsko (resp. výraz v jiných jazycích obsahující slovo Sámové) označuje jak Sámskou zemi, tak Sámské obyvatelstvo. Slovo „Sámi“ je ve skutečnosti pouze akusativně genitivní formou laponského podstatného jména „Sápmi“ - vytváření jména (Sámi olbmot), což znamená „obyvatelé Sápmi“. O původu slova se spekuluje, že souvisí s baltským slovem * žēmē, který jednoduše znamená „půdu“. O stejném slově se spekuluje, že je původem slova „Suomi“, finského názvu pro Finsko.
V severní sámštině se používá jméno Sápmi, zatímco v lulejské sámštině Sábme a jihosámské jméno je Saemie. V norštině a švédštině se často používán výraz Sameland, ve finštině Saamenmaa.
V moderní švédštině a norštině je Laponsko známo jako „Sameland“, ale ve starších švédštině bylo známé jako „Lappmarken“, „Lappland“ a Finnmark. Původně se tato dvě jména týkala celého Laponska, ale následně se aplikovala na oblast výlučně osídlenou Sámy. „Lappland“ (Laponia) se stal názvem nejsevernější provincie Švédska (landskap), která byla v roce 1809 rozdělena jednak na část, která zůstala švédská, a jednak na část, která připadla Finsku (které se stalo součástí Ruské říše). „Lappland“ přežívá jako název nejvzdálenější švédské provincie a finské Laponsko také obsahuje část staré ostrobotské provincie.
Ve staré norštině bylo Laponsko známo jako „Finnmork“ nebo „Finnmark“, což je nyní jméno nejsevernější provincie Norska. Severní Norsko a Murmanská oblast jsou někdy propagovány pod názvy Norské Laponsko a Ruské Laponsko.
V 17. století Johannes Schefferus převzal etymologii méně používaného pojmu „Lapland“ tak, aby souvisel se švédským slovem pro „běh“, löpa (příbuzný angličtině, skok).

## Symboly Sámů

### Vlajka
Sámská vlajka byla schválena v Åre ve Švédsku dne 15. srpna 1986 na speciální sámské 13. konferenci. Vlajku navrhla Astrid Bähl ze Skibotn (Norsko). Motiv je převzatý ze ságy Päiven parneh (Synové slunce) od Anderse Fjellnera (1795–1876). Levý půlkruh představuje Slunce, pravý Měsíc.

### Hymna
Národní hymna Sámů je píseň Sámi soga lávlla (česky Píseň sámského rodu). Text hymny, původně báseň, napsal sámský učitel a politik Isak Saba a byla poprvé vydána v sámských novinách Sagai Muittalægje 1. dubna 1906. Národní hymnou byla ustanovena v srpnu 1986. Hudba, kterou složil norský skladatel Arne Sørli, byla přijata na 15. Sámské konferenci v roce 1992 v Helsinkách.

## Geografie

### Krajina
Největší část Laponska leží severně od polárního kruhu. Západní část je oblastí fjordů, hlubokých údolí, ledovců a hor, nejvyšším bodem je masiv Kebnekaise (2 097 m) ve švédském Laponsku (a zároveň nejvyšší hora Švédska). Část Laponska, která leží na švédské straně hranice, je charakteristická velkými řekami, které vedou od severozápadu k jihovýchodu. Norská provincie Finnmark a směr dále na východ je územím nízké náhorní plošiny, která obsahuje mnoho bažin a jezer, z nichž největší je jezero Inari ve finském Laponsku. Zcela severovýchodní část leží sice uvnitř tundry, ale permafrost se tady nenalézá.
V 19. století byly uskutečněny vědecké expedice na území Sámů, například švédským přírodovědcem Jönsem Svanbergem.

### Podnebí
Podnebí v Laponsku je subarktické a vegetace je řídká s výjimkou hustě zalesněné jižní části. Hornaté západní pobřeží má výrazně mírnější zimy a více srážek než velké oblasti východně od hlavního řetězce hor. Oblast severně od severního polární kruhu je v zimní sezóně charakteristická polárními nocemi a naopak půlnočním sluncem v letní sezóně - čím více na sever, tím jsou oba jevy delší. Sámové tradičně dělí rok do osmi sezón namísto do čtyř.

### Přírodní zdroje
V Laponsku leží cenná ložiska minerálů, zejména železná ruda ve Švédsku, měď v Norsku a nikl a apatit v Rusku. Sob, vlk, medvěd a ptáci jsou hlavními živočichy, kromě nesčetného množství hmyzu v krátkém létě. V regionu je velmi rozšířen mořský a říční rybolov. Na některých jezerech je provozována lodní doprava a mnoho přístavů nezamrzá ani v zimě. Všechny přístavy podél Norského moře na západě a Barentsova moře na severovýchodě až po Murmansk jsou po celý rok bez ledu. Botnický záliv obvykle v zimě zamrzá. Dno oceánů severně a západně od Laponska má ložiska ropy a zemního plynu.

## Kulturní členění

### Východní Laponsko
Východní Laponsko se skládá z poloostrova Kola a oblasti kolem jezera Inari a je domovem východosámských jazyků. I když je nejvíce obydlenou částí Laponska, je to také oblast, kde je domorodá populace a její kultura nejslabší. Odpovídá oblastem označeným na mapě níže číslicemi 6 až 9.

### Centrální Laponsko
Centrální Laponsko se skládá ze západní části finského domorodého sámského území, části Norska severně od pohoří Saltfjellet a oblastí přiléhající na švédské straně. Centrální Laponsko je region, kde je nejsilnější sámská kultura a domov severní sámštiny, nejvíce používaného sámského jazyka. V nejjižnější části tohoto subregionu je však sámská kultura poměrně slabá - v této oblasti se hovoří skomírající pitejská sámština. Oblasti kolem fjordu Tysfjord v Norsku a řeky Lule ve Švédsku jsou domovem lulejské sámštiny (julevsámegiella), jednoho z nejrozšířenějších sámských jazyků. Odpovídají oblastem označeným na mapě níže číslicemi 3 až 5.

### Jižní Laponsko
Jižní Laponsko se skládá z oblastí jižně od norského pohoří Saltfjellet a odpovídajících přilehlých oblastí ve Švédsku a je domovem jižních jazyků. V této oblasti je sámská kultura nejvíce viditelná ve vnitrozemí a na pobřeží Baltského moře; sámskými jazyky se tady mluví jen málo. Odpovídá oblastem označeným číslicemi 1 a 2 na níže uvedené mapě a zahrnuje navíc kraj Dalarna na jihovýchodě regionu 1 ve Švédsku.

### Lapland
Vnitřní části Laponska jsou často označovány jako Lapland nebo Lappi, což je jméno odvozené z bývalého jména daného Sámům, které dnes sami Sámové považují za hanlivé. Jméno se také vyskytuje na ruské straně jako Laplandige (název přírodní rezervace) a norský kraj Finnmark je někdy, zejména v cestovním ruchu, nazývaný "Norské Laponsko". Lappi se objevuje jako společná složka názvů míst v centrálním a jižním Finsku. V mnoha případech pravděpodobně odkazují k dřívější přítomnosti Sámů, ačkoli v některých případech může být podkladový význam pouze „periferie“ nebo „odlehlý okres“.

### „Strany“
Laponsko se dá také konečně rozdělit do kulturních oblastí podle hranic států, které samozřejmě ovlivňují každodenní život lidí bez ohledu na jejich etnickou příslušnost. Sámové tyto oblasti běžně označují jako „strany“, například „norská strana“ (norgga bealli) nebo „finská strana“ (suoma bealli).

## Jazyky

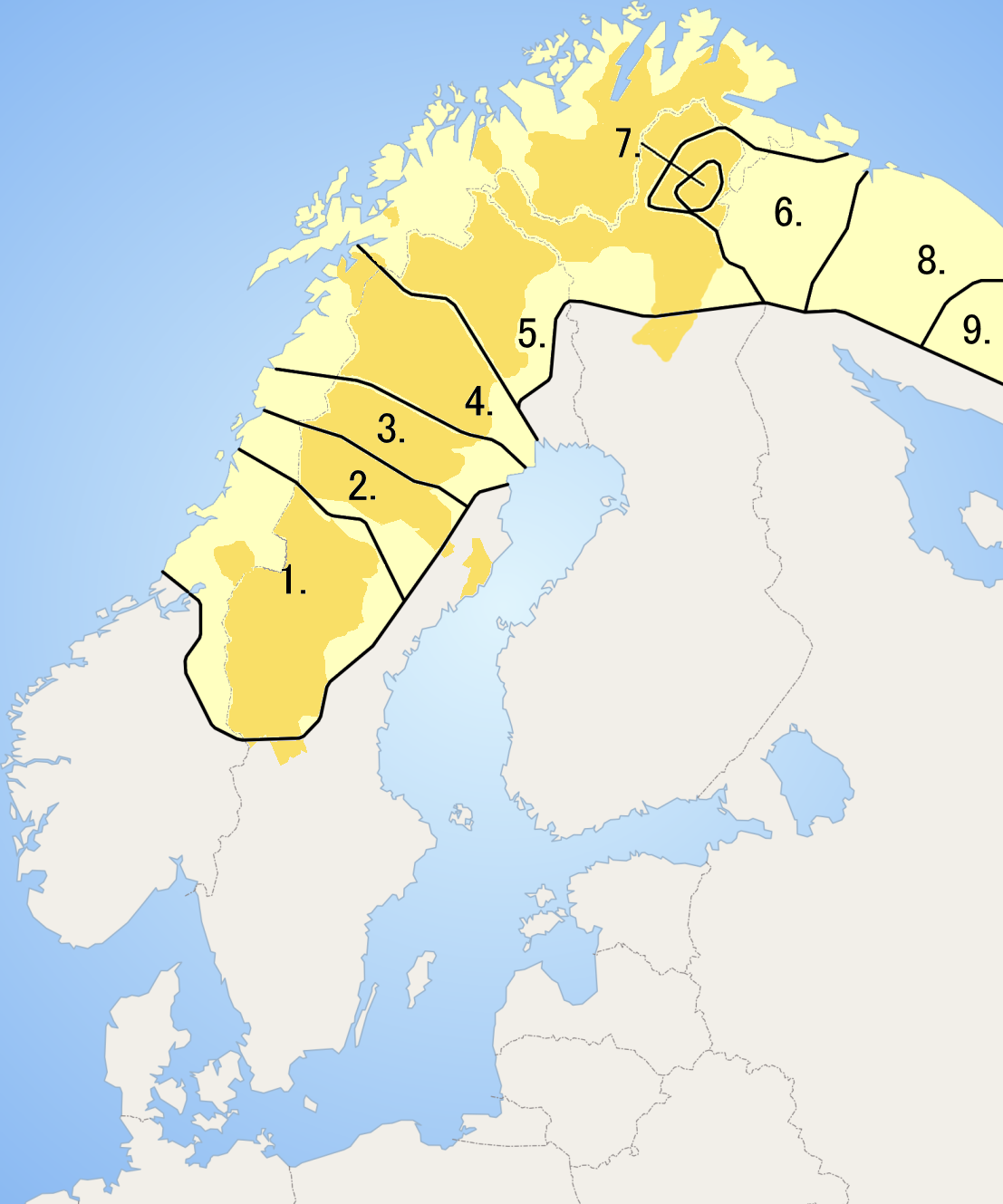
Mapa sámských jazykových oblastí (viz text pro vysvětlení čísel)

### Sámské jazyky
Sámské jazyky jsou hlavními menšinovými jazyky regionu a jsou také jeho původními jazyky. Patří do rodiny uralských jazyků a nejvíce jsou úzce příbuzné s baltofinskými jazyky. Mnoho sámských jazyků je vzájemně nesrozumitelných, ale původně jazyky tvořily tzv. jazykové kontinuum napříč územím jihozápadně-severovýchodním směrem, takže by se hypoteticky mohly předávat zprávy mezi sámskými mluvčími z jednoho konce na druhý a všichni by je pochopili. Dnes však mnoho jazyků vymřelo, a proto v původním kontinuu existují „mezery“.
Na mapě vpravo čísla označují sámské jazyky (tmavší oblasti představují obce, které uznávají sámštinu jako oficiální jazyk.): 1. jižní sámština (Åarjil), 2. umejská sámština, 3. pitejská sámština, 4. Lulejská sámština (julevsámegiella), 5. severní sámština (severos. davvisámegiella), 6. skoltská sámština, 7. Inarijská sámština, 8. kildinská sámština, 9. terská sámština. Z těchto jazyků je severní sámština nejvitálnější, zatímco umejská, pitejská a terská sámština se zdají být vymírajícími jazyky. Kemijská sámština je vymřelá.
Severní sámština se dělí na tří hlavních dialekty: západní, východní a pobřežní. Psaný standard je založen na západním dialektu.

### Východoslovanské jazyky
Jazyk, kterým mluví většina lidí v regionu, je ruština, která je východoslovanským jazykem. Je dominantním jazykem na ruské straně hranice, a také jim mluví nedávno přistěhovalé menšinové skupiny jinam do Laponska. Dříve se na severním pobřeží Laponska hovořilo společným lámaným jazykem, který kombinoval prvky ruštiny, norštiny, severní sámštiny a kvenštiny. Tento jazyk byl znám jako russenorsk. Na ruské straně jsou také mluvčí východoslovanské běloruštiny a ukrajinštiny.

### Severogermánské (skandinávské) jazyky
Norština a švédština dominuje největší části Laponska, včetně celého jižního regionu a většiny centrálního regionu. I na poloostrově Kola dříve žili také menšiny mluvící norsky. Skandinávské jazyky jsou do značné míry vzájemně srozumitelné, mnohem víc než jižní a severní sámština. Norské dialekty, kterými se mluví zvláště v severních a středních norských oblastech Laponska, se velmi liší od písemného standardu bokmål. V centrálním Laponsku skandinávské dialekty přejaly uralskou vlastnost, že mají víceméně stálý přízvuk na první slabice každého mluveného slova. Ve vnitřních a nejsevernějších částech Švédska a Norska však lidé často mluví norštinou a švédštinou blízkou písemným standardům, i když se silným uralským přízvukem.

### Finské jazyky
Finské (tj. baltofinské) jazyky jsou jazyky, kterými se mluví na finské (finština), švédské (jazyk Meänkieli, kterým hovoří Tornedalianové) a norské (kvenština) straně hranic. Dříve také bývaly menšiny hovořící finsky na poloostrově Kola. Jazyky jsou vzájemně srozumitelné jako jsou skandinávské jazyky. Další baltofinské jazyky zahrnují karelštinu, estonštinu, livonštinu, vepštinu, votštinu a ižorštinu. Mnohé jsou navzájem srozumitelné.

## Demografie
Přibližný počet lidí žijících v Laponsku je asi 2 miliony, i když je obtížné určit přesný počet obyvatel, jelikož některé okresy a provincie zahrnují pouze části Laponska. Rovněž je poměrně těžké vysvětlit rozdělení etnických skupin, jelikož mnoho lidí má dvojnásobnou nebo vícenásobnou etnickou identitu - a to jak se vnímají jako členové většinové populace, tak i jako součást jedné či více menšinových skupin.

### Sámové
Při výpočtu počtu Sámů jsou stanovena různá kritéria, ale číslo je obecně uvedeno jako někde mezi 80 000 a 100 000. Mnozí žijí v oblastech mimo Laponsko, jako jsou Trondheim, Oulu, Oslo, Stockholm a Helsinky. Někteří Sámové migrovali do míst mimo oblast Laponsko, například do Kanady a do Spojených států amerických. Mnoho sámských lidí se např. usadilo v severních částech Minnesoty.

### Rusové
V Murmanské oblasti žije asi 900 000 lidí, avšak části této oblasti už leží mimo Laponsko. Asi 758 600 obyvatel Murmanské oblasti tvrdí, že jsou výlučně Rusové. Je třeba poznamenat, že etnické Rusové žijí i jinde v Laponsku. Ruská strana Laponska je velmi etnicky rozmanitá, je tam obzvláště velká ukrajinská a běloruská menšina. Sámové jsou jednou z menších menšin v této části Laponska.

### Norové
Asi 850 000 lidí žije v norských regionech Severního Norska (leží celý v Laponsku) a Trøndelagu (leží většinou v Laponsku). Mnoho obyvatel regionu - zejména těch v severním Norsku - však není výhradně Norů. Mezi významné menšinové skupiny patří Sámové a Kvenové.

### Švédové
Okolo 700 000 lidí obývá švédské kraje Norrbotten, Västerbotten, Västernorrland a Jämtland. Mnoho obyvatel těchto krajů není výlučně Švédů. Mezi významné menšinové skupiny patří Sámové, Tornedalianové a Finové.

### Finové
Celkem 13 226 lidí žije v „sámské domorodé oblasti“ ve finském Laponsku. Velkou část z nich tvoří Sámové.

### Tornedaliani a Kvenové
Tyto dvě etnické skupiny, které úzce souvisejí navzájem a také s Finy, žijí převážně na švédské a norské straně Laponska.

## Politika

### Sámské politické struktury
Norsko, Finsko a Švédsko všichni mají sámské parlamenty, které se v různé míře podílejí na řízení tohoto regionu, ačkoli většinou mají pouze pravomoc nad záležitostmi sámských občanů ze států, ve kterých se nacházejí.

#### Sámské parlamenty

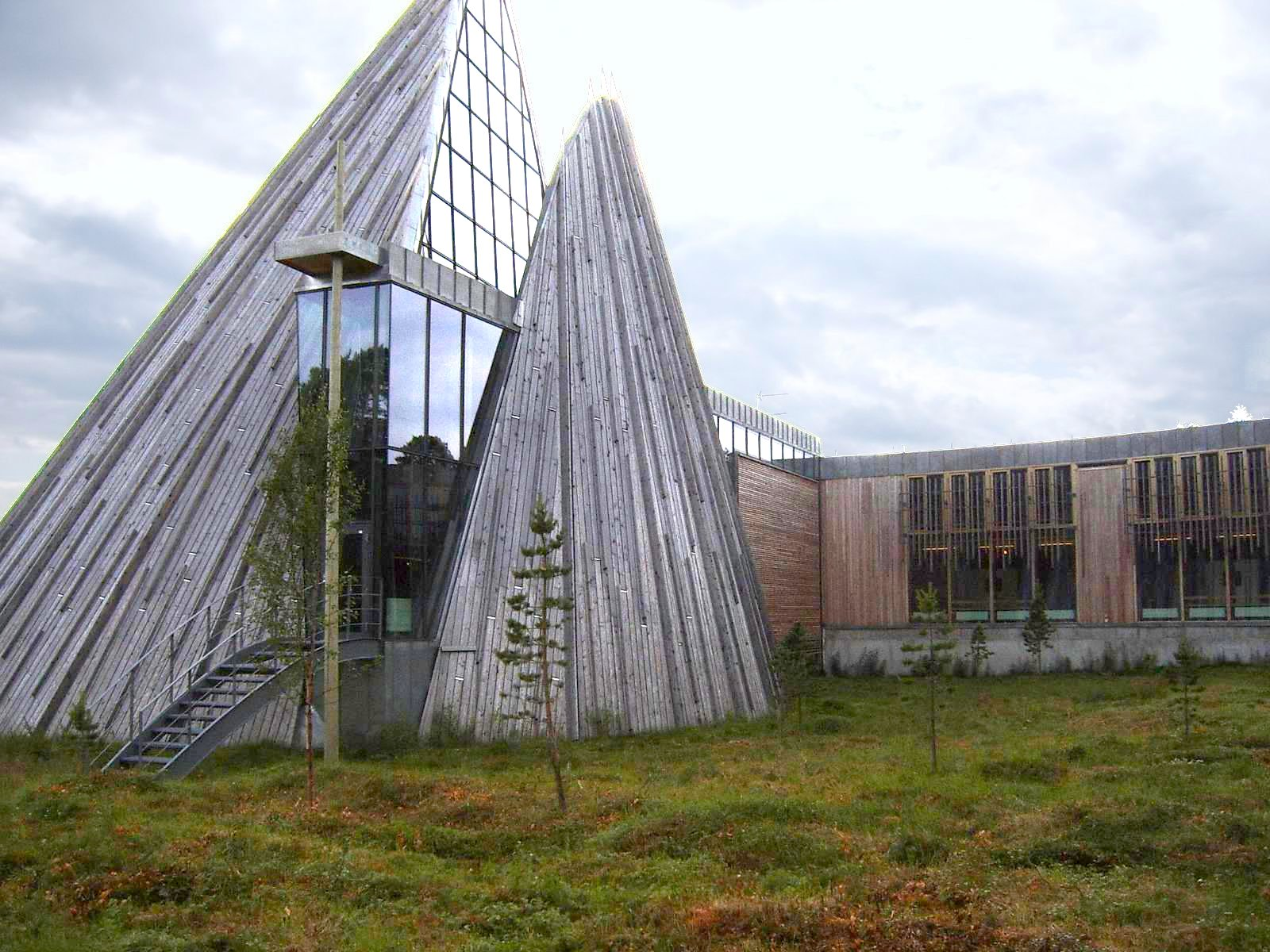
Sámský parlament v Norsku

Každý občan Norska registrovaný jako Sám má právo volit ve volbách do Norského sámského parlamentu. Volby se konají každé čtyři roky přímým hlasováním ve 13 volebních obvodech pokrývajících celé Norsko (12 z nich je v Laponsku) a probíhají souběžně s obecnými parlamentními volbami v Norsku. Jedná se o sámský parlament s největším vlivem na jakoukoli část Laponska, protože se podílí na autonomii zavedené Finnmarkovým zákonem. Parlament se nachází v Kárášjohce (Karasjok) a jeho současným prezidentem je Egil Olli z Norské strany práce.
Sámský švédský parlament, který se nachází v Kiruně (severosámsky: Giron), je volený obecným hlasováním, kterého se mohou zúčastnit všichni registrovaní sámští občané Švédska. Současným prezidentem je Lars-Anders Baer.
Hlasování pro volby do Sámského finského parlamentu je omezeno na obyvatele tzv. Sámské domorodé oblasti (sever Finska). Parlament se nachází v Inari a jeho současným prezidentem je Pekka Aikio.
V Rusku není žádný sámský parlament. Existují zde dvě sámské organizace, které jsou členy národní zastřešující organizace domorodých národů, Ассоциацие коренных малочисленных народов Севера, Сибири и Дальнего Востока Российской Федерации (Ruské asociace domorodých národů na severu), a zastupují ruské Sámy v Sámské Radě. RADNS je v ruské veřejné sněmovně zastoupen Pavlem Suljandzigou. Dne 14. prosince 2008 proběhl první kongres ruských Sámů. Konference se rozhodla požadovat vytvoření ruského sámského parlamentu, který by byl volen místními Sámy. Návrh na to, aby Ruská federace vybrala zástupce do parlamentu, byl jasnou většinou hlasů neschválen. Kongres také zvolil Radu zástupců, která měla pracovat na založení parlamentu a jinak zastupovat ruské Sámy. Je vedena Valentinou Sovkinou.

#### Sámská parlamentní rada
Dne 2. března 2000 založily sámské parlamenty Norska a Finska Sámskou parlamentní radu a o dva roky později se připojil švédský sámský parlament. Každý parlament pošle sedm zástupců a pozorovatelé jsou vysílání od sámských organizací v Rusku a Sámské rady (viz níže). Sámská parlamentní rada diskutuje o přeshraniční spolupráci, rozdává každoroční ocenění pro rozvoj jazyka Gollegiella a zastupuje Sámi v zahraničí.

#### Sámská rada
Kromě parlamentů a jejich společného zastupitelství existuje Sámská rada založená sámskými organizacemi. Tato rada také organizuje mezistátní spolupráci mezi Sámi a také často reprezentuje Sámi na mezinárodních fórech, jako je Barentsův region. Tato organizace je starší než parlamentní rada, ale není spojena s parlamenty, s výjimkou skutečnosti, že některé z nevládních organizací se zdvojnásobily jako strany ve volbách do sámského parlamentu.

### Ruská strana
Ruská federace se skládá z několika typů podjednotek. Ruská strana Laponska je zahrnuta v oblastech (provinciích). Oblasti jsou řízeny lidem zvolenými parlamenty a formálně vedeny guvernéry. Guvernéři jsou jmenováni prezidentem Ruské federace a parlamenty je přijímají nebo odmítají. Pokud však parlament odmítne přijmout kandidátku prezidenta, je prezident oprávněn rozpustit parlament a vyzvat k novým volbám v oblasti.
Murmanská oblast pokrývá poloostrov Kolu a jeho centrem je Murmánska (severosámsky) nebo Murmansk (rusky), největší město severně od severního polárního kruhu a největší město v Laponsku. Je rozdělena do několika rajónů, z nichž geograficky největší je Lovozerský okres. Je to také část Ruska, kde je sámská populace nejpočetnější a nejviditelnější. Na západě oblasti je velká přírodní rezervace známá jako Laplandija. Současným guvernérem Murmanské oblasti je Jurij A. Jevdokimov, který řídí provincii od roku 1997 a pomohl založit pro-Putinovu stranu Jedinstvo, která se po Putinově vítězství ve spolupráci se svým hlavním oponentem stala stranou Jednotné Rusko.

### Norská strana
Norské kraje jsou řízeny lidmi zvolenými shromážděními, vedenými starosty krajů. Formálně kraje vedou krajští guvernéři, avšak v praxi mají dnes omezený vliv.
Největší z norských krajů, Finmárku (severosámsky) nebo Finnmark (norsky), se nachází v Laponsku a má zvláštní formu autonomie: 95 % (asi 46 000 km²) oblasti je vlastněno tzv. Finnmarkským zákonem. Správní rada se skládá z mnoha zástupců norského sámského parlamentu a z krajské rady Finnmark. Dvě instituce střídavě jmenují vedoucí představenstva. Administrativní centrum Finmarku je Čáhcesuolu neboli Vadsø, které se nachází daleko na východu kraje. Současným správcem kraje je Runar Sjåstad z Norské strany práce.
Romsa nebo Troms se nachází jihozápadně od Finmárku. Jeho administrativním centrem je město, po kterém je kraj jmenován, Romsa neboli Tromsø. Romsa je největším městem severního Norska a je největším laponským městem po Murmansku. Současným fylkesordførerem je Terje Olsen z Konzervativní strany. Podobné řešení pro Finnmark Estate, Hålogalandsallmenningen, bylo navrženo pro kraj Romsa a jeho jižní sousedský kraj Nordlánda.
Nordland nebo Nordlánda (není to oficiální jméno) pokrývá dlouhý pruh pobřeží, který zahrnuje oblasti Severní Sámů, Lulejských Sámů, Pitejských Sámů a Jižních Sámů. Jeho administrativním centrem je Bådåddjo neboli Bodø. Současným správcem kraje je Mariette Korsrud z Norské labouristické strany.
Nejjižnější části norského Laponska leží v kraji Trøndelag s administrativním centrem Trondheim. Toto město leží mimo Laponsko, ale je známé jako místo první mezinárodní sámské konference v únoru 1917. Krajským guvernérem je Frank Jenssen (Høyre.

### Švédská strana
„Lappland“ (česky Laponsko) je název velké severozápadní provincie Švédska, ležící zcela uvnitř Laponska. Tradiční provincie Švédska jsou kulturní a historické entity; Pro administrativní a politické účely byly nahrazeny švédskými kraji (län) v roce 1634.
Pět krajů leží zcela nebo částečně v Laponsku. Län jsou formálně řízeny osobou zvanou landshövding, která je vyslancem vlády a řídí vládou jmenovaný länsstyrelse, který koordinuje správu s národními politickými cíli pro kraj. Většinu krajské politiky řídí krajská rada nebo landsting, kterou volí obyvatelé kraje; Ale nejvyšší vliv na kraje stále určují ti, kteří vyhrávají všeobecné (parlamentní) volby ve Švédsku.
Kraj Norrbotten leží víceméně v Laponsku, ačkoli oblast nižšího Tornedalen je často brána jako mimo. Administrativní centrum je město Luleå v oblasti Lulejských Sámů (Norrbotten zahrnuje oblasti Severní, Lulejskou a Pitejskou). Současným landshövding je Per-Ola Eriksson ze Strany středu.
Laponsko pokrývá vnitřní většinu kraje Västerbotten, což jsou oblasti Upmejů a jižních Sámů. Administrativním centrem je město Umeå a současný landshövding je Chris Heister z konzervativní Umírněné strany.
Västernorrland byla stará část Laponska a stále do něj patří. Je tu spousta Sámů na pobřeží Baltského moře (Botnický záliv).
Jämtland je zcela v Laponsku a je jižním sámským krajem. Administrativním centrem je Östersund. Současná landshövding je Maggi Kristina Maria Mikaelssonová ze socialistické Levicové strany.
Laponsko zahrnuje i vnitřní většinu kraje Dalarna, který je tradičně regionem jižních Sámů.

### Finská strana
Finsko je rozděleno na devatenáct provincií (maakunta). Provincie jsou řízeny regionálními radami, které jsou obecně fóry spolupráce mezi obcemi a nejsou voleny přímým hlasováním. „Lapland“ („Lappi“, česky Laponsko) je název nejsevernější provincie, která zasahuje ještě i dále na jih, než kde leží vlastní Laponsko. Severní Sámové, Skoltové a Inarští Sámové jsou domorodci tohoto regionu.
Čtyři obce (kunta) v severní části finského Laponska tvoří Sámskou domorodou oblast; severosámsky Sámiid ruovttuguovllu, region, který je autonomní v otázkách týkajících se kultury a sámského jazyka.

Znaky
Finnmark (Norsko)
Troms (Norsko)
Nordland (Norsko)
Trøndelag (Norsko)
Lapplánda (Švédsko)
Norrbotten (Švédsko)
Västerbotten (Švédsko)
Jämtland (Švédsko)
Härjedaelie (Švédsko)
Laponsko (Finsko)
Murmanská oblast (Rusko)

## Sport
Region má vlastní fotbalový tým, Laponský fotbalový tým, který je organizován FA Sápmi. Je členem Konfederace nezávislých fotbalových asociací a byl hostitelem Světového fotbalového poháru Conifa 2014. Laponský fotbalový tým zvítězil v roce 2006 ve Světovém poháru VIVA a hostil tuto akci v roce 2008.

## Význačná místa
V následujících městech a vesnicích žije významná populaci Sámů nebo hostí sámské instituce. Norská, švédská, finská nebo ruská toponyma jsou v závorkách.

### Sámská jádrová oblast
- Deatnu (Tana) má významnou populaci Sámů.
- Divtasvuodna (Tysfjord) je centrem populace lulejských Sámů (julev). Nachází se zde Centrum Árran lulejských Sámů.
- Eanodat (Enontekiö) ve Finsku.
- Gáivuotna (Kåfjord) je důležitým centrem pro pobřežní kulturu Sámů. Každoročně jsou hostitelem mezinárodního domorodého festivalu Riddu Riđđu. Obec má sámské jazykové centrum a hostí Ájské sámské centrum. Na konci devadesátých létech byla v Gáivuotné neskutečná opozice proti revitalizaci sámského jazyka a kultury a zahrnovala opakované rozstřílení na kousky dopravních značek v sámštině [7].
- Giron (Kiruna) je sídlem švédského sámské parlamentu a největším městským sídlem ve švédském Laponsku.
- Guovdageaidnu (Kautokeino) (Norsko): Asi 90% obyvatel hovoří severní sámštinou a nachází se zde několik sámských institucí. Patří mezi ně: sámské divadlo Beaivváš, Sámská střední škola a škola chovu sobů, Sámská vysoká škola, Severosámský výzkumný ústav, Sámská jazyková rada, Zdrojové centrum pro práva domorodého obyvatelstva a Mezinárodní středisko pro chov sobů. Navíc v Kautokeino sídlí několik sámských médií. Patří mezi ně noviny v sámském jazyce Áššu a vydavatelství/nahrávací společnost DAT Sami. Kautokeino také hostí Sámský velikonoční festival. Povstání v Kautokeino v roce 1852 bylo jednou z mála vzpour Sámů proti útlaku norských vlád proti Samům.
- Jiellevárri nebo Váhčir (Gällivare)
- Johkamohkki (Jokkmokk) hostí první víkend v únoru velký sámský trh a festival. Je to také místo, kde se nachází muzeum umění Ájtte, Svenskt fjäll- och samemuseum.
- Kárášjohka (Karasjok) je sídlem norského sámského parlamentu. Také tu sídlí další významné sámské instituce včetně NRK Sami Radio, Sámského muzea, Sámského centra umění, specializované sámské knihovny, právní kanceláře Middle Finnmark, Inner Finnmark dětské a mládežnické psychiatrické léčebny, Sámského speciálního lékařského centra a Sámského výzkumného ústav zdraví. V městečku je navíc Laponský kulturní park a vycházejí zde noviny Sami Min Aigi.
- Leavdnja (Lakselv) v obci Porsáŋgu (Porsanger) je sídlem Finnmark Estate a novin Ságat Sami. Organizace Finnmarkseiendommen vlastní a spravuje zhruba 95 % půdy ve Finnmarku a 50 % členů rady je voleno norským sámským parlamentem.
- Ohcejohka (Utsjoki).
- Romsa nebo Tromsa (Tromsø) je největší město v centrální sámské oblasti a má univerzitu, která se specializuje na Sámi. Má také významnou a velmi aktivní sámskou populaci.
- Unjárga (Nesseby) je důležitým centrem pro kulturu pobřežních Sámů. Je tu také museum Várjjat Sami a sídlí tu Oddělení kultury a životního prostředí Norského sámského parlamentu. Narodil se tady první Sám zvolený do norského parlamentu, Isak Saba.

### Jižní Laponsko
- Aarborte (Hattfjelldal) je centrem jižních Sámů s jazykovou školou jihosámských jazyků i a Sámským kulturním centrem.
- Arjeplog.
- Snåase (Snåsa) je centrem pro jihosámštinu a jediná obec v Norsku, kde je jižní sámština oficiálním jazykem. Ve městě se nachází Muzeum Saemien Sijte jižních Sámů.

### Východní Laponsko
- Aanaar, Anár nebo Aanar (Inari) je sídlem finského sámského parlamentu
- Lujávri (Lovozero) je největší sámská osada na ruské straně.